# 柳家圭花
柳家 圭花（やなぎや けいか、1981年7月27日 - ）は、落語協会に所属する落語家。本名∶北村 圭太。

## 来歴
長野県大町市出身。長野県松本県ヶ丘高等学校を経て、明治大学卒業。
2011年4月、柳家花緑に入門。2012年4月に前座となり、「圭花」を名乗る。2016年5月に二ツ目昇進。
2026年3月21日、三遊亭ふう丈、柳家小はぜ、三遊亭伊織、入舟辰乃助とともに真打昇進予定。

## 芸歴
- 2011年4月∶柳家花緑に入門。
- 2012年4月∶前座となる、前座名「圭花」。
- 2016年5月∶二ツ目昇進。

## 人物
- 読書好きが高じ、奇数月に「圭花 伊織の国語Ⅰ」という会を三遊亭伊織とともに開いている。
- 手ぬぐいがミジンコ柄。
  - デザインは友人である嶋根琢也氏。
  - これは高校時代に陰でミジンコと呼ばれていたことによるもの。水泳が苦手で飛び込む際に怖いから足から水に入る姿が、手がピョコンとなっているそうで女子達の間でミジンコとアダ名されていたことから。